# Miss Venezuela 1964
El Miss Venezuela 1964 fue la undécima (11º) edición del certamen Miss Venezuela, celebrada en el Teatro París (ahora llamado Teatro La Campiña) en Caracas, Venezuela, el 27 de mayo de 1964, después de semanas de eventos. La ganadora fue Mercedes Revenga, Miss Miranda. El concurso fue transmitido en vivo por RCTV y entretenido por Los Melódicos.

## Resultados
| Resultado                                             | Candidata                              |
| ----------------------------------------------------- | -------------------------------------- |
| Miss Venezuela 1964                                   | - Miranda - Mercedes Revenga           |
| Primera Finalista (Miss Mundo Venezuela 1964)         | - Portuguesa - Mercedes Hernández      |
| Segunda Finalista (Miss Venezuela Internacional 1964) | - Zulia - Lisla Silva                  |
| Tercera Finalista                                     | - Bolívar - Gloria Pesquera            |
| Cuarta Finalista                                      | - Nueva Esparta - Hildegarth Rodríguez |

## Concursantes
- Miss Aragua - Eva Rodríguez
- Miss Barinas - Olga Mergarejo Rosales
- Miss Bolívar - Gloria Pesquera Rodríguez
- Miss Carabobo - Cecilia Castellanos
- Miss Departamento Libertador - Zulay Felice
- Miss Departamento Vargas - Marlene Salas Marrero
- Miss Distrito Federal - Magaly Villegas
- Miss Falcón - Lupe Foata
- Miss Guárico - Elina Leal Monteagudo
- Miss Lara - Marlene Veracoechea
- Miss Miranda - Sonia Mercedes Revenga De La Rosa
- Miss Monagas - Irma Añez Muñoz
- Miss Nueva Esparta - Hildegarth Rodríguez Velásquez
- Miss Portuguesa - Mercedes Hernández Nieves
- Miss Táchira - Alba Gómez Chacón
- Miss Trujillo - Judith Romero
- Miss Zulia - Lisla Silva Negrón

- Datos: Q6877911